# Slagroomversteviger
Slagroomversteviger (merknamen klop-fix of sahnesteif) is een product dat aan slagroom kan worden toegevoegd om deze langer stevig opgeklopt te houden. Het product bestaat uit een mengsel van druivensuiker, gemodificeerd zetmeel en het anti-klontermiddel E341 (calciumfosfaat). Alle ingrediënten zijn zeer fijn gemalen, zodat het poeder gemakkelijk door de slagroom te verwerken is en niet als korrels te proeven is in het eindproduct. Zowel de suiker als het zetmeel spelen een rol in het verstevigen van de geslagen slagroom. Het product bevat ongeveer 2 maal zoveel suiker als zetmeel.

## Gebruik
Voor consumenten is slagroomversteviger per zakje van 8 gram poeder verpakt, geschikt voor het verstevigen van 200 tot 250 ml slagroom. Voor horeca-afnemers zijn er ook grotere verpakkingen in de handel.
Het product wordt bij voorkeur niet aan het begin van het opkloppen toegevoegd, maar pas als de slagroom lobbig is geklopt. Men dient er rekening mee te houden dat slagroomversteviger reeds suiker bevat en er dus minder suiker of witte basterdsuiker hoeft worden toegevoegd om dezelfde zoetheid te bereiken.

## Alternatieven
Om slagroom te verstevigen kan ook een kleine hoeveelheid zetmeel, melkpoeder of puddingpoeder aan de room worden toegevoegd. Ook is het mogelijk het vetgehalte van de room te verhogen door mascarpone toe te voegen, hierdoor zal de slagroom ook steviger worden.
Ten slotte gebruiken professionele bakkers soms gelatine om slagroom te verstevigen. Dit vergt enige handigheid om geen klontjes in het uiteindelijke product te krijgen.